# Углеродная единица (устойчивое развитие)
Углеро́дная едини́ца (также углеро́дный оффсе́т, карбо́новая едини́ца, оффсе́тная едини́ца, англ. Carbon credit) — объём выбросов парниковых газов (ПГ), который удалось предотвратить благодаря реализации того или иного климатического проекта, определённая квота на выброс ПГ, выраженная в тоннах СО2 эквивалента, инструмент государственного и рыночного контроля за выбросами ПГ в национальном и глобальном масштабе.
Крупные предприятия, эмитирующие в атмосферу большие объёмы парниковых газов, во всех крупных экономиках мира лимитируются в таких выбросах и платят за эти выбросы специальные налоги. Излишки своих квот они могут продавать (а недостающие объёмы — докупать) на специальных углеродных рынках — биржевых площадках, торгующих углеродными единицами.
Согласно ст. 2 Федерального закона № 296-ФЗ «Об ограничении выбросов парниковых газов» от 2 июня 2021 года
углеродная единица — верифицированный результат реализации климатического проекта, выраженный в массе парниковых газов, эквивалентной 1 тонне углекислого газа; 
Таким образом, одна углеродная единица равна одной тонне CO2-эквивалента.

## Нормативная база
Национальные правовые акты, регулирующие порядок выделения, обращения и изъятия из обращения углеродных единиц (углеродных кредитов) в России начали создаваться исходя из положений подписанного РФ Киотского протокола, этот процесс продолжался с середины 1990-х примерно до лета 2015 года.
В тот корпус нормативно-правовых актов вошли Федеральный закон от 4 ноября 1994 года № 34-ФЗ «О ратификации рамочной Конвенции ООН об изменении климата», Федеральный закон от 4 ноября 2004 года № 128-ФЗ «О ратификации Киотского протокола к Рамочной конвенции Организации Объединенных Наций об изменении климата», Распоряжение Правительства РФ от 20 февраля 2006 года № 215-р «О мерах по реализации Киотского протокола к Рамочной конвенции ООН об изменении климата».
Однако в 2015 году, после подписания Россией Парижского соглашения (ставшего продолжением и развитием Киотского протокола) весь этот нормативно-правовой аппарат пришлось радикально реформировать, а работу по учёту и купле-продаже углеродных единиц перезапускать.
- Федеральный закон от 2 июля 2021 года № 296-ФЗ «Об ограничении выбросов парниковых газов»[10];
- Постановление Правительства Российской Федерации от 30 апреля 2022 года № 790 «Об утверждении Правил создания и ведения реестра углеродных единиц, а также проведения операций с углеродными единицами в реестре углеродных единиц»[11].

В декабре 2022 года вышло постановление Правительства РФ, в котором были разграничены понятия «углеродная единица» и «единица выполнения квоты». Тогда же в Госдуму был внесён законопроект, согласно которому на компании, нарушающие возложенную на них обязанность предоставлять отчётность о выбросах парниковых газов, может быть наложен штраф до 500 тыс. руб.

## Основные понятия
Федеральный закон № 296-ФЗ «Об ограничении выбросов парниковых газов» определил или уточнил понятийную базу, используемую в России при работе с углеродными единицами и в смежных сферах:
- парниковые газы — газообразные вещества природного или антропогенного происхождения, которые поглощают и переизлучают инфракрасное излучение;
- кадастр антропогенных выбросов из источников и абсорбции поглотителями парниковых газов (кадастр парниковых газов) — систематизированный свод сведений, содержащих описание выбросов парниковых газов и поглощений парниковых газов, основанное на официальной статистической информации;
- регулируемые организации — юридические лица и индивидуальные предприниматели, хозяйственная и иная деятельность которых сопровождается выбросами парниковых газов, масса которых определяется в соответствии со статьей 7 № 296-ФЗ «Об ограничении выбросов парниковых газов»;
- выбросы парниковых газов — выбросы в атмосферный воздух парниковых газов, образуемых в результате осуществления хозяйственной и иной деятельности за определённый интервал времени;
- поглощение парниковых газов — природный (естественный) процесс или вид хозяйственной и иной деятельности, в результате которых происходят извлечение из атмосферного воздуха парниковых газов и их накопление в других компонентах природной среды, природных, природно-антропогенных и антропогенных объектах;
- реестр выбросов парниковых газов — государственная информационная система, содержащая отчёты о выбросах парниковых газов;
- климатический проект — комплекс мероприятий, обеспечивающих сокращение (предотвращение) выбросов парниковых газов или увеличение поглощения парниковых газов;
- исполнитель климатического проекта — юридическое лицо, индивидуальный предприниматель или физическое лицо, реализующие климатический проект;
- углеродная единица — верифицированный результат реализации климатического проекта, выраженный в массе парниковых газов, эквивалентной 1 тонне углекислого газа;
- верификация результатов реализации климатического проекта — проверка и подтверждение сведений о сокращении (предотвращении) выбросов парниковых газов или об увеличении поглощения парниковых газов в результате реализации климатического проекта;
- владелец углеродных единиц — юридическое лицо, индивидуальный предприниматель или физическое лицо, которым принадлежат углеродные единицы;
- реестр углеродных единиц — информационная система, в которой регистрируются климатические проекты и ведётся учёт углеродных единиц и операций с ними;
- оператор — юридическое лицо, уполномоченное Правительством Российской Федерации на ведение реестра углеродных единиц;
- счёт в реестре углеродных единиц — запись, которая содержится в реестре углеродных единиц и используется для учёта углеродных единиц и проведения операций с ними;
- счёт изъятия из обращения — специализированный счёт в реестре углеродных единиц, предназначенный для зачёта углеродных единиц;
- обращение углеродных единиц — совокупность операций, проводимых при передаче углеродных единиц;
- участник обращения углеродных единиц — юридическое лицо, индивидуальный предприниматель или физическое лицо, являющиеся исполнителем климатического проекта, и/или владельцем углеродных единиц, и/или лицом, имеющим счёт в реестре углеродных единиц;
- операции с углеродными единицами — действия с углеродными единицами, регистрируемые в реестре углеродных единиц;
- зачёт углеродных единиц — аннулирование углеродных единиц путём списания их со счёта владельца углеродных единиц и зачисления на счёт изъятия из обращения;
- углеродный след — общий объём выбросов парниковых газов и поглощений парниковых газов, образующихся в ходе производства продукции либо в ходе оказания услуг, который включает в себя прямые выбросы парниковых газов (образуемые в результате осуществления хозяйственной и иной деятельности), косвенные выбросы парниковых газов (связанные с потреблением электрической, тепловой энергии, иных ресурсов, используемых для обеспечения хозяйственной и иной деятельности и полученных от внешних объектов), поглощения парниковых газов в результате осуществления хозяйственной и иной деятельности, с учётом углеродных единиц, в отношении которых произведён зачёт.

### Реестр углеродных единиц
В России реестр углеродных единиц создавался дважды. Первая попытка запустить его в работу была предпринята Правительством РФ в 2006 году, администратором реестра было назначено ФГУП «Федеральный центр геоэкологических систем». Порядок и правила его ведения регулировались положениями Киотского протокола и федерального закона Российской Федерации N 128-ФЗ «О ратификации Киотского протокола к Рамочной конвенции Организации Объединенных Наций об изменении климата», его деятельность продолжалась до 2015 года.
После подписания Россией Парижского соглашения по климату (2015 год) и принятия Федерального закона № 296-ФЗ «Об ограничении выбросов парниковых газов» (2021 год), 1 сентября 2022 года произошёл перезапуск Реестра углеродных единиц на новой технологической платформе (разработана IT One), с новыми правилами и с новым оператором, которым стало АО «Контур».
На 6 апреля 2023 года в Реестре было зарегистрировано 4 климатических проекта, выпущено 96 углеродных единиц и ещё 439 464 подлежали выпуску.

### Единицы выполнения квоты
В ноябре 2022 года вышло постановление Правительства России, разграничивающее понятия углеродные единицы и единицы выполнения квоты (вступило в силу 1 марта 2023). В результате в «Правилах определения платы за оказание оператором услуг по проведению операций в реестре углеродных единиц…», в «Правилах создания и ведения реестра углеродных единиц…» и в форме типового договора на оказание оператором услуг по проведению операций в реестре появилось понятие «единицы выполнения квоты».
После внесённых изменений в «Правилах определения платы…» появились разные ценовые условия для операций с углеродными единицами, выпущенными в рамках климатических проектов, и единицами выполнения квоты. Теперь зачисление углеродных единиц может стоить не более 20 руб. за единицу, а зачёт углеродных единиц — не более 5 руб., а те же операции с единицами выполнения квоты — не более 1 руб. за единицу.

## Торги углеродными единицами

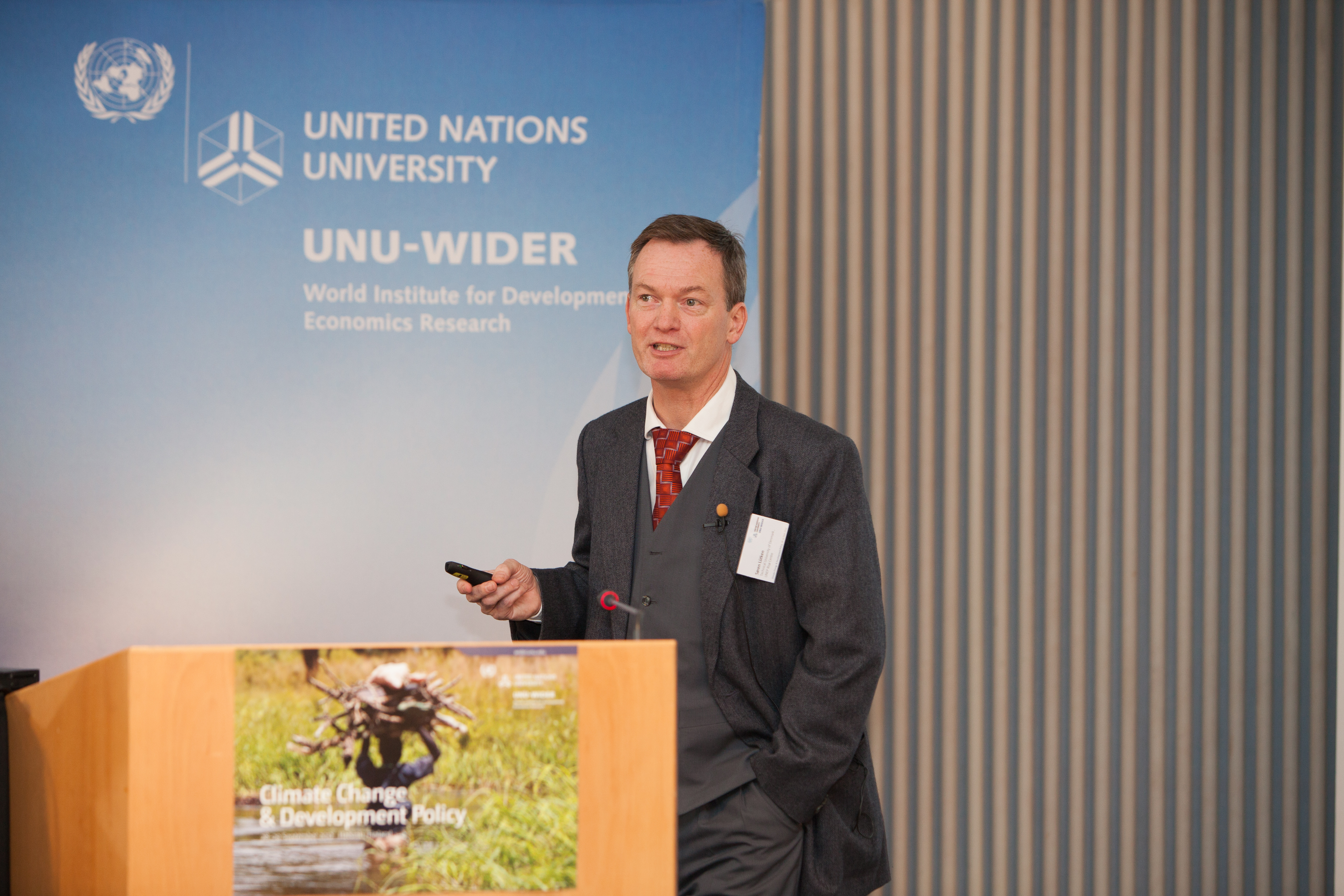
Съёрен Люткен, Старший советник программы ООН UNEP. Презентация «Существует ли такая вещь, как климатическое финансирование?», 2012 год

В Европе с 2008 года действует Система торговли квотами (EU ETS), цена квот на выбросы парниковых газов на 2022 года составляла около €100 за тонну (углеродную единицу).
Торговля разрешениями на эмиссию (углеродными единицами) в 2007 году являлась одним из самых быстрорастущих сегментов финансовых услуг в Лондоне, их рынок оценивался в то время примерно в €30 млрд.
В 2020 году в мире было выпущено углеродных единиц более чем на 260 млн тонн СО2, из них выкупили менее половины — немногим более 105 млн тонн.
В 2022 году эксперты прогнозировали примерно 25-кратный рост глобального рынка углеродных единиц к 2030 году.
Российская компания впервые реализовала углеродные квоты в декабре 2010 года. Японские партнёры компании «Газпромнефть» по освоению Еты-Пуровского месторождения в Ямало-Ненецком автономном округе — компании Mitsubishi и Nippon Oil — получили квоты, образовавшиеся за счет того, что «Газпромнефть» проложила с месторождения трубопроводы, по которым попутный газ был направлен не на сжигание, а на перерабатывающие мощности компании СИБУР. В обмен за высвободившиеся и предоставленные партнёрам квоты «Газпромнефть» получила от японских компаний технологии и оборудование. По оценкам агентства Reuters, стоимостной эквивалент высвободившихся и переданных в рамках этой сделки квот составлял около €3,3 млн.
C 2019 по 2022 год российские компании приобрели за рубежом ~ 700 тыс. углеродных единиц, крупнейшими покупателями являлись ПАО «Газпром» и Сахалин Энерджи (ООО «Сахалинская Энергия»).
В сентябре 2022 года МИД РФ оценивал необходимый объём закупок углеродных единиц компаниями, поставляющими российские углеводороды на азиатские рынки (если до половины российского экспорта, ранее отправлявшегося в Европу, удастся переориентировать на Азию), в $3-4 млрд.
Первые в России биржевые торги углеродными единицами прошли в конце сентября 2022 года на Национальной товарной бирже (входит в группу Московской биржи). На них прошло две сделки — два лота по 10 углеродных единиц были куплены по цене 1 тыс. руб за единицу. Продавцом углеродных единиц в рамках первой сделки стала Сахалинская область, покупателем — компания «Тамак».

## Региональные и отраслевые особенности в России

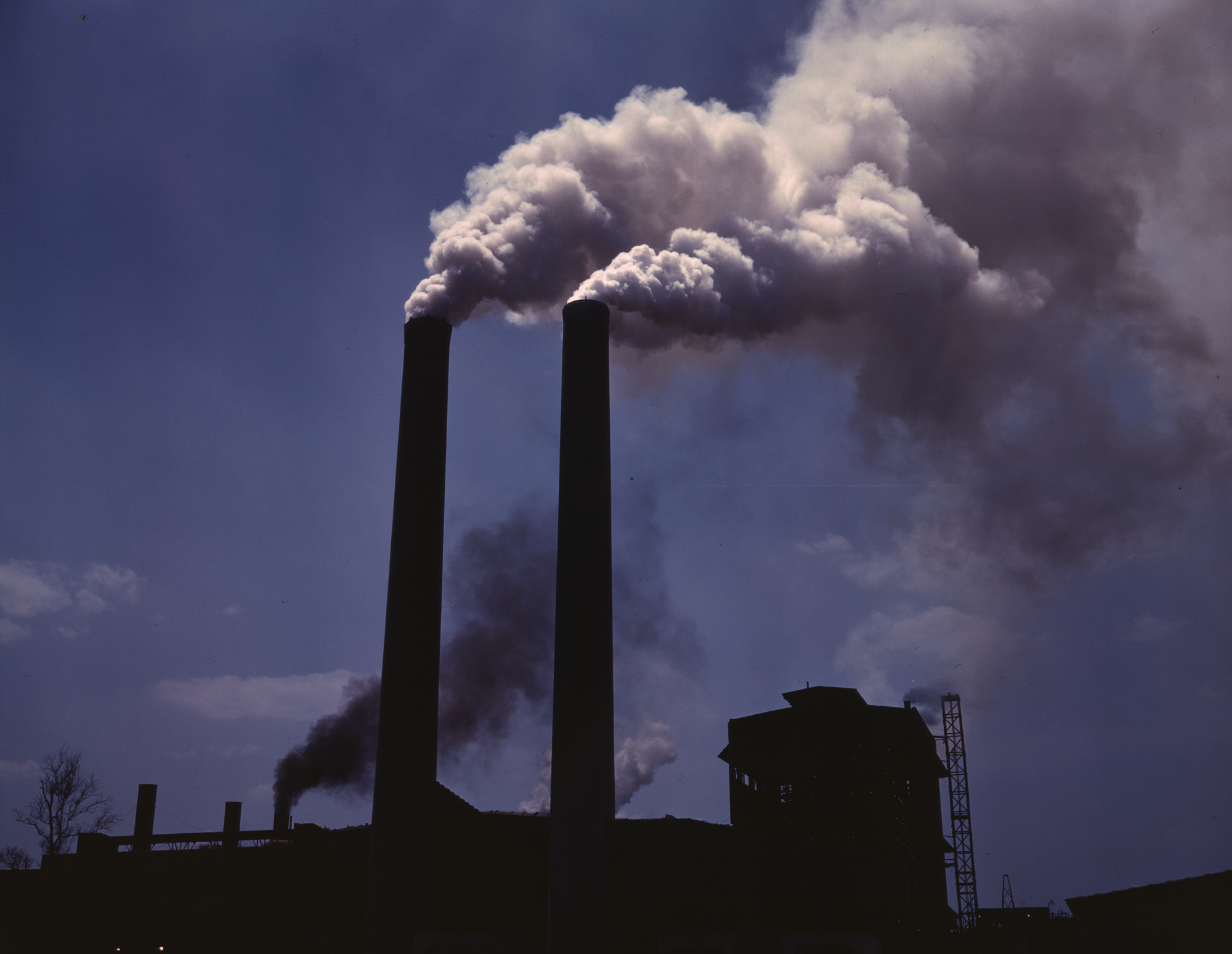
Загрязнение атмосферы коксовым производством

Специальные технологии в агросекторе (система нулевой обработки почвы) позволяют превратить российские агропредприятия с большими посевными площадями в доноров — продавцов углеродных единиц и поглотителей избыточного CO2.
В России обширные территории Сибири и Дальнего Востока покрыты лесами, при этом активной хозяйственной деятельности, связанной с выделением больших объёмов парниковых газов, там не ведётся. Это создаёт хорошие предпосылки для проведения межрегиональный трансферов и зачётов углеродных единиц. Так, в сентябре 2022 года было объявлено, что Республика Алтай может стать первым национальным донором в части поставок углеродных единиц, в том числе для соседней Кемеровской области.

### Пилотный проект на Сахалине
Первым опытным полигоном в достижении углеродной нейтральности в РФ планирует стать Сахалинская область. Местные власти разработали необходимые подзаконные документы и 1 сентября 2022 года официально запустили программу, рассчитанную до 31 декабря 2028 года и направленную на достижение углеродной нейтральности к 2025 году (за счёт развития возобновляемых источников энергии и водородной технологии, а также торгов углеродными единицами). В конце ноября была утверждена «Программа проведения эксперимента по ограничению выбросов парниковых газов на территории Сахалинской области».
Под эксперимент на Сахалине попадает около 40 организаций, каждая из которых генерирует парниковых газове не менее 20 тыс. тонн в СО2-эквиваленте. Эти компании и организации по итогам 2022 года должны будут до 1 июля 2023 года предоставить первую верифицированную отчетность о выбросах. На её базе для каждого эмитента парниковых газов будет установлена отдельная квота. Далее эти квоты будут ежегодно устанавливаться для всех участников эксперимента.
Первые углеродные единицы, зарегистрированные в российском реестре углеродных единиц 21 сентября 2022 года, были сгенерированы климатическим проектом сахалинской компании «Дальэнергоинвест». Первым продавцом углеродных единиц на Национальной товарной бирже стала Сахалинская область.

## Критика
Некоторая часть учёных и экспертов считает, что изменения климата носят, в основном, не антропогенный характер, а значит механизмы Киотского протокола, Парижского соглашения и все меры по их реализации (в том числе — технология учёта и торговли углеродными единицами) не принесут никакой пользы природе и никак не повлияют на изменение климата.
Кроме того, после вторжения России на Украину в феврале 2022 года значительная часть мировой инфраструктуры, связанной с торговлей углеродными единицами, с квотами, международной сертификацией/валидацией выбросов СО2, для России стала малодоступна, а её быстрая интеграция в условный «западный» сегмент формирующегося общемирового рынка маловероятной.